# Canal+ Sport
Canal+ Sport es un canal de televisión de pago francés. Se comenzó a emitir bajo el nombre de Canal+ Vert (Canal+ Verde). Está disponible en la TDT de pago en Francia desde 2005.
Su programación se compone principalmente de la retransmisión de eventos deportivos.

## Historia
Canal+ Sport (antiguamente Canal+ Vert) comenzó sus emisiones el 31 de agosto de 1998 en las plataformas de televisión de pago de CanalSatellite y Canal+ con una programación predominantemente deportiva. El 22 % de su tiempo de emisión se dedicaba al deporte, el 37,7 % al cine y el 40,3 % restante compuesto de series, telenovelas o documentales, sin embargo la programación deportiva se concentra completamente en horario de máxima audiencia.
Dentro del marco de la creación de Canal+ Le Bouquet, la cadena cambió su nombre el 1 de noviembre de 2003 para adoptar su denominación actual, Canal+ Sport.
El 20 de abril de 2005, Canal+ Sport, presentó ante el Consejo Superior Audiovisual de Francia (CSA) su candidatura para obtener una frecuencia en la TDT de pago Francesa. Se le concedió una frecuencia en el multiplex R3 de la TNT de pago y comenzó a emitir a través de ella a partir del 21 de noviembre de 2005.
Desde el 8 de junio de 2010 el canal también emite en Alta definición (HD)
El 5 de diciembre de 2024, el canal anuncia su salida de la TDT de pago a partir de junio de 2025, lo que incluye también (Canal+, Canal+ Cinéma(s) y Planète+), tras la interrupción de C8 desde el 28 de febrero de 2025.

## Identidad Visual

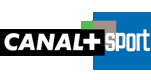
Logo de Canal+ Sport del 1 de noviembre de 2003 al 4 de marzo de 2005
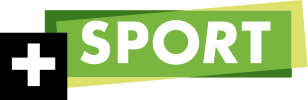
Logo de Canal+ Sport del 20 de agosto de 2009 al 21 de septiembre de 2013
Logo de Canal+ Sport desde el 21 de septiembre de 2013

## Programación
- Fútbol: Ligue 1, Ligue 2, Copa de la Liga de Francia, Premier League de Inglaterra, Liga de Campeones de la UEFA, UEFA Europa Conference League, Clasificación UEFA para la Copa Mundial y la Eurocopa, Copa Mundial de Clubes de la FIFA, Liga de Campeones de la CAF, Campeonato Africano de Naciones.
- Baloncesto: Liga Nacional de Francia, Copa Mundial, Eurobasket
- Balonmano: Liga de Francia (2012-2014)
- Rugby: Top 14, Pro D2, Super Rugby, Rugby Championship, Copa Mundial de Rugby, partidos Test de junio, Serie Mundial de Rugby 7.
- Motores: Fórmula 1, GP2 Series, Fórmula E, IndyCar Series, Tour de Córcega.
- Tenis: Masters de Montecarlo y Masters de París
- Golf: Torneos mayores masculinos, PGA Tour, European Tour, Copa Ryder, Campeonato Evian.
- Atletismo: eventos de París y Mónaco de la Liga de Diamante, Campeonato de Francia.
- Otros: Campeonato Mundial de Natación, NHL, X Games, Copa América (vela)